# Tarhuna
Tarhuna – miasto w północno-zachodniej Libii (Trypolitania). Około 211 tys. mieszkańców.